# Qlik
Qlik (fd QlikTech International) är ett programvaruleverantörsföretag grundat i Lund, Sverige, med huvudkontor i King of Prussia, Pennsylvania, USA.